# Lijst van voetbalclubs - K
Dit is een lijst van voetbalclubs met als beginletter een K.
- Khatoco Khánh Hoà
- Kaiserwald Riga
- Kalmar FF
- Kamal Dewaker
- Kampala Capital City Authority FC
- Kansas City Wizards
- Kapfenberger SV
- Karlsruher FC Phönix
- Karlsruher FV
- Karlsruher SC
- FK Kauno Žalgiris
- KHO Huizingen
- KÍ Klaksvík
- FC Kickers Luzern
- Kigwancha Sports Club
- FC Kilia Kiel
- Kissaviarsuk-33
- Køge BK
- Kölner BC 01
- FC Köniz
- Köpetdag Aşgabat
- Korona Kielce
- Kosova Schaerbeek
- Kossa FC
- FC Kranenburg
- Krylia Sovetov Samara
- KSC Lokeren Oost-Vlaanderen
- KSK Halle
- Küçük Kaymaklı Türk SK
- KuPS
- Kugsak-45
- KV Kortrijk
- KV Mechelen
- KV Oostende
- Kvik Halden FK
- KVSK United Overpelt-Lommel

A · B · C · D · E · F · G · H · I · J · K · L · M · N · O · P · Q · R · S · T · U · V · W · X · Y · Z